# Изембарт (граф Отёна)
Изембарт (Изембард; фр. Isembart; ок. 815 — 858) — граф Отёна, Шалона, Дижона и Макона с 853 года, граф Барселоны, Жероны, Ампурьяса и Руссильона в 850—852 годах, маркиз Готии в 849—852 годах.

## Биография
Отцом Изембарта был маркиз Бургундии Гверин II, а матерью — Ава.
В 849 году Изембарт вместе с графом Труа Аледрамом I на ассамблее в Нарбоне были уполномочены правителем Западно-Франкского королевства Карлом II Лысым подчинить территории, владетели которых поддерживали короля Аквитании Пипина II. Тогда же Изембарт и Алеран получили титул «маркиз Готии».
Вскоре Изембарт попал в плен, но ему удалось бежать. Собрав большие силы, Алерам и Изембарт успешно провели кампанию против Гильома Септиманского, захватив в 850 году Барселону, Жерону, Руссильон и Ампурьяс. Сам Гильом при этом погиб во время осады Барселоны. Аледрам и Изембарт совместно правили на захваченных владениях до 852 года, когда Аледрам погиб во время взятия Барселоны арабами. Изембарт некоторое время правил самостоятельно, пока Карл II Лысый не назначил новым графом Одальрика. После этого Изембарт вернулся в Бургундию, где правил его отец Гверин.
После смерти отца Изембарт унаследовал его владения — Отён, Шалон, Макон и Дижон, а также титул маркиза Бургундии. О его правлении этими землями практически ничего не известно. После смерти Изембарта все бургундские владения были переданы графу Гумфреду.